# Plaszow koncentrationslejr
Plaszow koncentrationslejr lå nær Krakow, Polens gamle kongeby.
Arbejdet på lejren, der var tænkt som en arbejdslejr, blev påbegyndt allerede i 1940 under 2. verdenskrig.
De første fanger var polakker, men i 1941 blev lejren udvidet, og de første jøder sendt dertil.
I sommeren 1944, da den Røde Hær nærmede sig, begyndte man at afvikle lejren.
Fangerne blev i togvogne sendt til Auschwitz, Stutthof, Flossenbürg, Mauthausen-Gusen samt andre koncentrationslejre.
Plaszow er den lejr, som skildres i filmen Schindlers Liste.
50°01′51″N 19°58′3″Ø / 50.03083°N 19.96750°Ø